# Kéo xén tóc
Kéo xén tóc hay tông đơ (tiếng Pháp: tondeuse) là một loại công cụ chuyên dùng để cắt tóc. Nguyên lý hoạt động của nó giống như các loại kéo thông thường, nhưng bản thân kéo xén tóc là một công cụ tách biệt hẳn so với kéo và dao cạo. Một số loại kéo xén lông cừu cũng có cấu tạo và nguyên lý tương tự.

## Nguyên lý hoạt động
Hai lưỡi của kéo xén tóc có hình dạng giống như lược và được mài sắc và nằm gần sát nhau, một lưỡi nằm "trên" lưỡi còn lại sao cho khi cắt chúng trượt lên bề mặt của nhau. Động tác cắt của kéo có thể được thực hiện bằng sức tay người hoặc bằng điện sao cho lưỡi kéo dao động từ bên này sang bên kia. Vị trí của tóc luôn nằm ở giữa các hàng răng lược của lưỡi kéo và tóc sẽ bị lưỡi kéo cắt một khi hai lưỡi kéo trượt lên nhau. Ma sát giữa các lưỡi kéo phải được hạn chế hết mức bằng việc lựa chọn vật liệu và công tác bảo quản, tỉ như thường xuyên tra dầu mỡ.

## Kéo xén tóc dùng sức tay

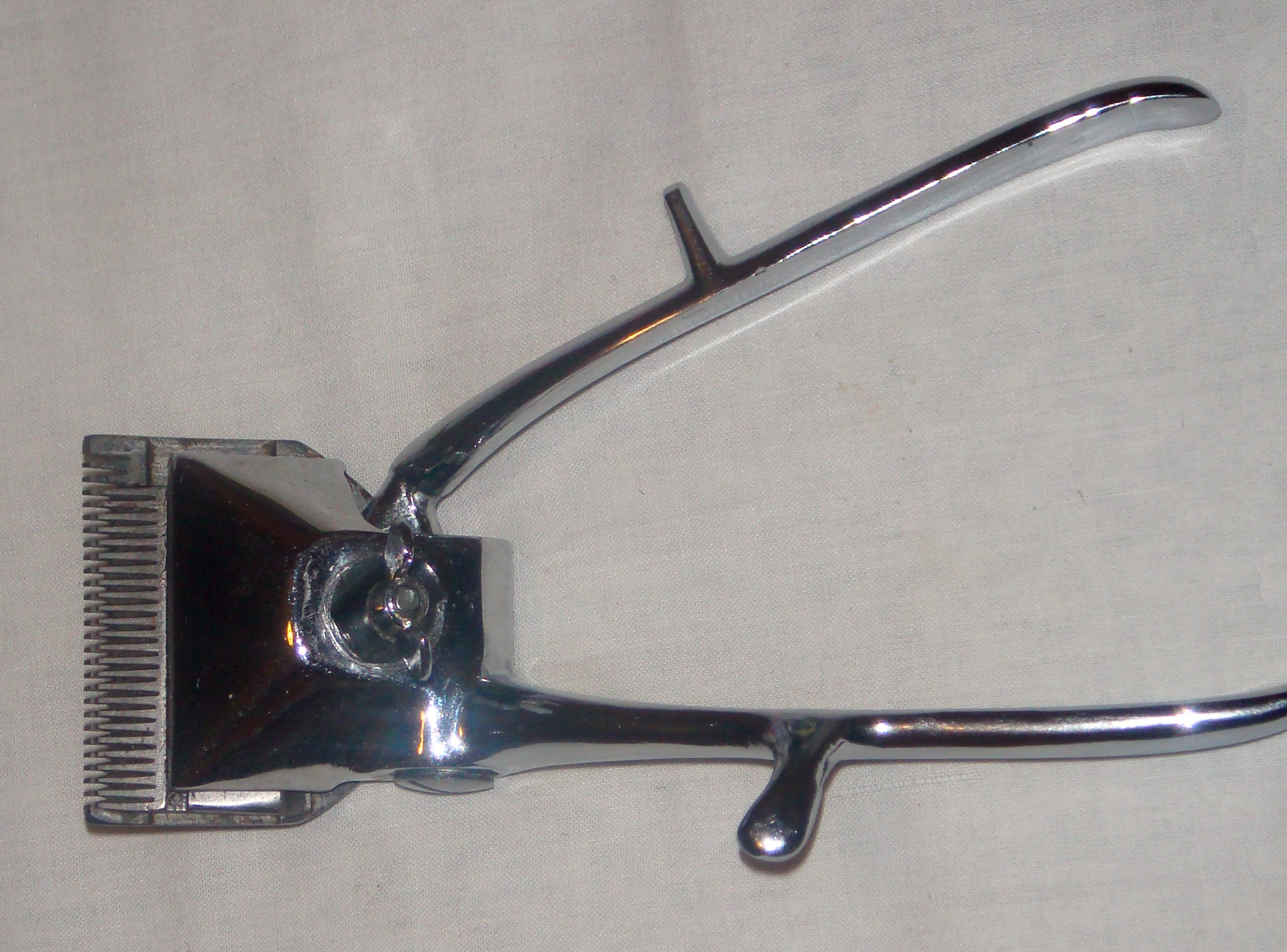
Kéo xén tóc dùng sức tay.

Kéo xén tóc dùng sức tay có một cặp tay cầm giống như kéo thường, và người sử dụng thực hiện các động tác bóp và thả liên tiếp giống như kéo thường.
Những người thợ cắt tóc sử dụng các kéo xén tóc khi họ cần cắt tóc ở gần nhau và với tốc độ nhanh. Tóc được người thợ cầm lên theo từng bó và bó tóc được xén đi rất nhanh. Kiểu cắt như vậy rất thịnh hành trong giới trẻ (nhất là học sinh) và cũng được áp dụng trong việc cắt ngắn tóc các binh sĩ trẻ cũng như các tù nhân.
Kéo xén tóc dùng sức tay người được sử dụng phổ biến trong quá khứ; tuy nhiên trong thời gian gần đây giá thành của loại kéo xén tóc điện không còn quá cao nữa, vì vậy nó đã dần dần thay thế cho loại kéo dùng sức tay. Ở các nước phương Tây một số thợ cắt tóc vẫn sử dụng các kéo dùng sức người trong việc tỉa tóc. Ở quân đội Nga, người lính đôi khi vẫn dùng kéo xén tóc chạy tay để cạo trọc đầu.
Ở Hy Lạp, tóc các các nam sinh được cắt rất ngắn bằng các kéo xén tóc chạy tay ngay từ đầu thế kỷ 20 cho đến khi việc này được bãi bỏ năm 1982. Kiểu cắt tóc này cũng được áp dụng trong quân đội. Trong thập niên 1950-1960 hình phạt cạo trọc đầu cũng được áp dụng cho các thanh thiếu niên phạm tội - ví dụ như những người làm nghề mại dâm hay các thành viên thuộc trào lưu Những thanh niên Teddy. Trong giai đoạn chính quyền quân sự 1967-1973 hình phạt cạo đầu cũng được áp dụng cho các thanh niên híp pi và các thành viên của các đoàn thanh niên cánh tả. Cuối cùng đến năm 1982 lệnh cắt tóc cưỡng bách được bãi bỏ.
Các thợ cắt tóc ở Ấn Độ sử dụng rộng rãi các loại kéo xén tóc chạy tay để cắt ngắn phần tóc hai bên và sau đầu.

## Kéo xén tóc chạy điện

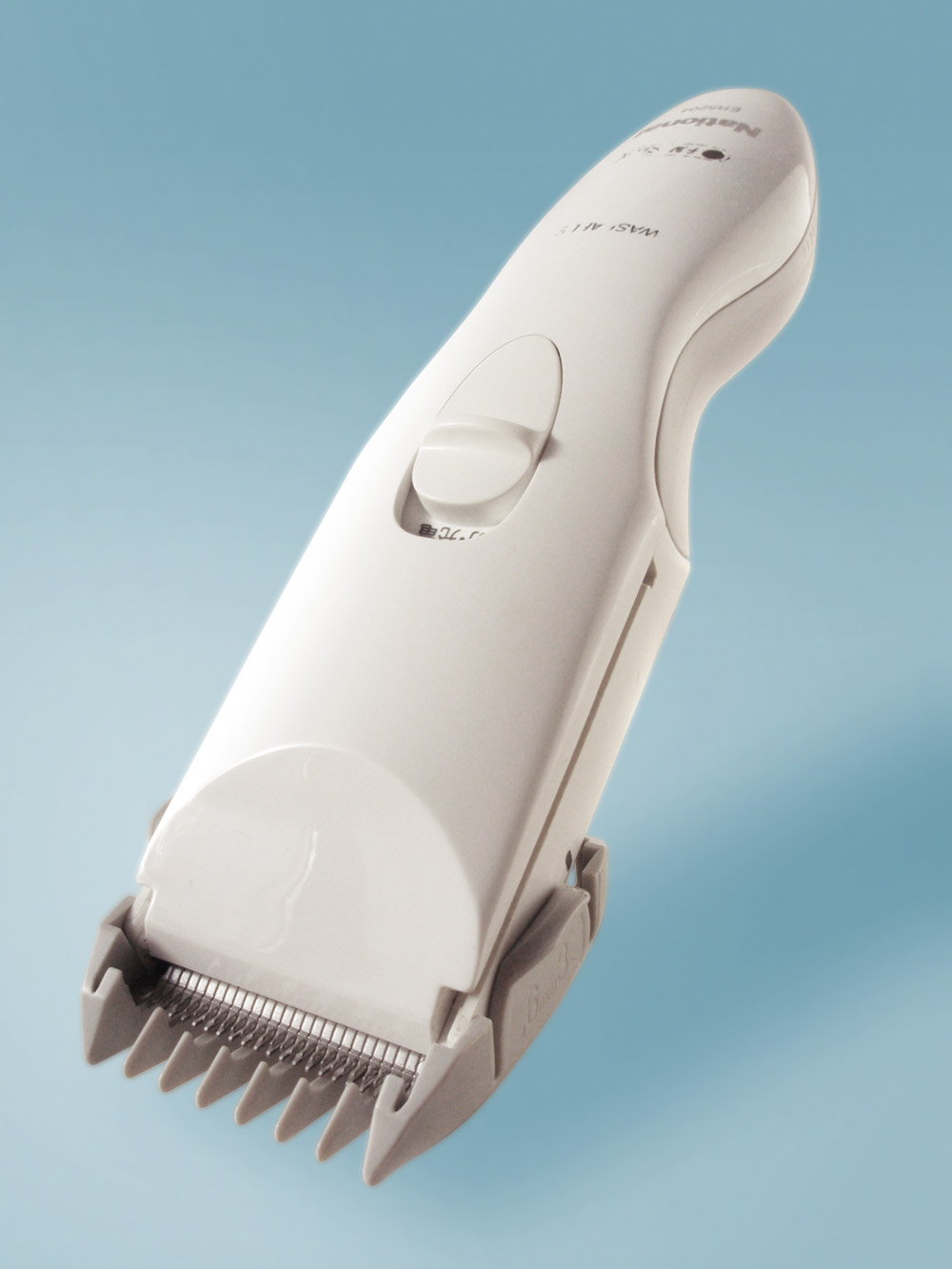
Một kéo xén tóc điện.

Kéo xén tóc chạy bằng điện hoạt động với cơ chế tương tự kéo xén tóc chạy tay, nhưng trong loại này các lưỡi kéo di chuyển nhờ sức của một động cơ điện. Trong các nước công nghiệp loại kéo này đã dần dần thay thế các kéo xén tóc chạy tay.
Vào đầu năm 1921, Mathew Andis đã thiết kế một mẫu kéo xén tóc chạy điện, mẫu kéo này đã vượt qua nhiều cuộc kiểm tra về các tính năng kỹ thuật của nó. Kéo xén tóc chạy điện của Mathew được sản xuất tại tầng hầm của nhà ông dưới sự giúp đỡ của vợ ông, Anna. Ban đầu, Mathew rao bán mẫu kéo xén tóc này tới từng tiệm cắt tóc ở khu vực Racine, Wisconsin và các vùng lân cận. Một năm sau, Mathew thành lập Công ty Kéo xén tóc Andis. Hiện nay, công ty này vẫn là dạng cơ sở kinh doanh hộ gia đình và nó sản xuất nhiều dụng cụ tạo mẫu và chăm sóc tóc cầm tay, tỉ như các kéo gọt tóc, kéo cắt tóc, máy sấy tóc hay máy uốn duỗi tóc. Năm 1928 Công ty Sản xuất John Oster tham gia thị trường kéo xén tóc chạy điện và trở thành một thương hiệu tiêu chuẩn ở Hoa Kỳ. Kéo xén tóc chạy điện cũng được chế tạo bời nhiều nhà sản xuất khác; trong số đó có các kéo xén tóc siêu rẻ được làm ở Trung Quốc.
Có nhiều loại kéo xén tóc bày bán trên thị trường; một số kéo xén tóc được bán kèm với bản hướng dẫn sử dụng dành cho những thợ làm tóc chuyên nghiệp. Sự khác biệt về chất lượng giữa kéo xén tóc phổ thông với kéo xén tóc dành cho thợ chuyên nghiệp đã thu hẹp khá nhiều theo thời gian. Khác biệt này chủ yếu nằm ở chỗ kéo dành cho người chuyên nghiệp thường được gắn thêm bộ phậm cách nhiệt giúp cho kéo không bị nóng khi dùng lâu. Một số bộ phận của kéo dành cho thợ chuyên nghiệp cũng được chế tạo từ kim loại bền thay vì từ chất dẻo như của kéo xén tóc phổ thông.

## Vật liệu làm lưỡi kéo
Lưỡi kéo xén tóc thường được làm từ thép không gỉ và vì vậy nó bền bỉ trước các tác động hóa học của môi trường hơn là thép thông thường. Trên thị trường cũng tồn tại các loại kéo xén tóc với lưỡi làm từ gốm. Vật liệu gốm giúp lưỡi kéo không bị ăn mòn, lâu bị mài mòn và lâu bị nóng (gốm dẫn nhiệt kém hơn kim loại). Tuy nhiên so với thép thì gốm giòn hơn, dễ vỡ hơn và cũng đắt tiền hơn.